# Шинц, Рудольф Эдуард
Рудольф Эдуард Шинц (нем. Rudolf Eduard Schinz; 17 апреля 1812, Цюрих, Швейцария — 8 октября 1855, Тчев, Королевство Пруссия (ныне Польша)) — швейцарский инженер-механик, мостостроитель, железнодорожник, изобретатель.

## Биография

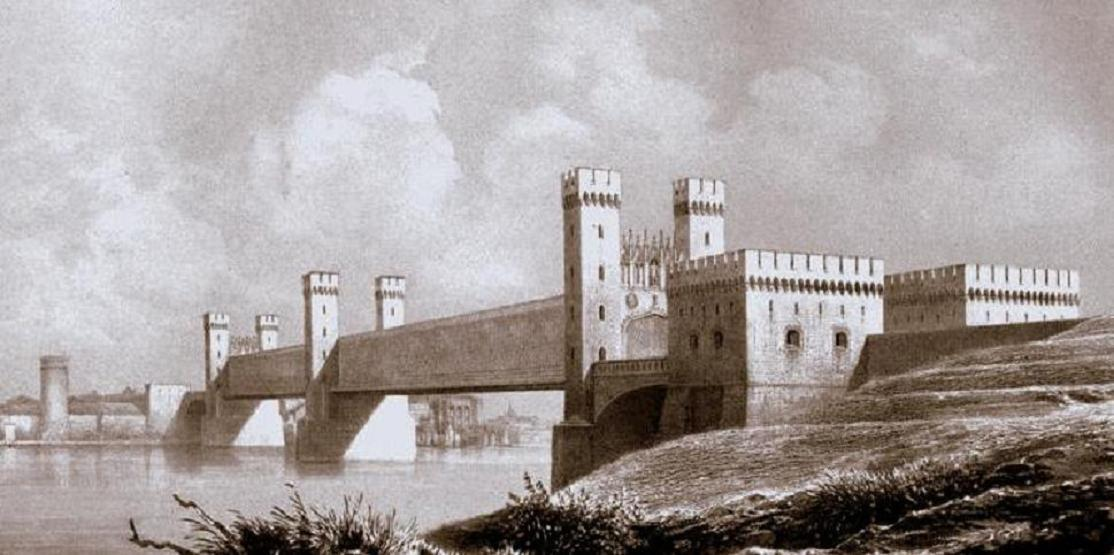
Мост в Мальборке. XIX век

Манометр

Окончив среднюю школу, прошёл девятимесячный курс обучения в недавно созданной промышленной школе в Цюрихе.
В 1830—1833 годах обучался в политехнической школе в Париже. Слущал лекции Анри Навье и Бенуа Клапейрона.
В 1833 году вернулся в Цюрих, где разработал новые проекты, частично совместно с Бенуа Клапейроном. Вскоре приобрёл известность своими работами по сооружению мостов и прокладке железных дорог в Швейцарии, Франции (1836—1838) и Пруссии (1844—1849), в том числе моста через р. Лиммат и большого подвесного моста.
В начале 1835 года ему было поручено снести городские укрепления. Это включало строительство новых улиц, планирование целых городских районов и регулирование водных объектов.
Строительство железной дороги Париж — Версаль вернуло его в Париж. В 1838 году Шинц переехал в Кольмар, чтобы построить железную дорогу Базель — Страсбург. В 1844 году поступил на прусскую службу.
До 1849 года был занят строительством железной дороги Кёльн — Минденер. В 1850 году работал в Тчеве по строительству мостов через Вислу и Мальборк для Прусской Восточной железной дороги.
В 1846 году изобрёл общераспространенный теперь манометр, известный под названием манометра Бурдона, тогда как Бурдон только усовершенствовал его. Принцип измерения давления с помощью трубки Бурдона был открыт случайно в 1845 году Шинцем, когда он попытался выпрямить деформированные трубы путем приложения давления. В 1848 году Шинц попытался запатентовать своё изобретение в Пруссии.
Важное усовершенствование было сделано Шинцем и в устройстве локомотивов (в 1842), он сконструировал манометр, который был основан на спирально намотанной трубке Бурдона с эллиптическим поперечным сечением. Благодаря этому усовершенствованию значительно уменьшился расход топлива.
Ему же принадлежит изобретение особой системы конструкции мостов, пользовавшейся одно время во Франции и Англии значительной популярностью.
Автор детального исследования конструкции пролётов обоих мостов на Висле.
Умер от инсульта.